# Крижана лихоманка
«Крижана́ лихома́нка» (англ. Frozen Fever) — американський комп'ютерний анімаційний фентезійний короткометражний музичний фільм 2015 року, виробництва Walt Disney Animation Studios. Цей сиквел повнометражного мультфільму 2013 року розповідає історію вечірки з нагоди дня народження Анни, яку Ельза готує за допомогою Крістофа, Олафа та Свена. Кріс Бак та Дженіфер Лі знов посіли місця режисерів стрічки, а Крістен Белл, Ідіна Мензел, Джонатан Грофф та Джош Ґад повернулися до озвучування своїх персонажів.
Виробництво «Крижаної лихоманки» розпочалося в червні 2014 року і завершилося через шість місяців. Фільм дебютував у кінотеатрах разом із "Попелюшкою" Волта Діснея 13 березня 2015 року. Він отримав позитивні відгуки від критиків, а також похвалу за свою нову пісню "Making Today a Perfect Day" (Укр. "Для тебе цей день щасливим днем зроблю") від Крістен Андерсон-Лопес та Роберта Лопеса.

## Сюжет
Ельза запланувала влаштувати на день народження своєї сестри неймовірну святкову вечірку з допомогою Крістофа, Олафа та Свена. Та поки Анна шукала подарунки, Ельза встигла занедужати, а з кожним її чихом почали з'являтися кумедні малі снігов'ятка, які прагнуть трохи побешкетувати.

## Акторський склад
- Ельза — Ідіна Мензел
- Анна — Крістен Белл
- Крістоф — Джонатан Грофф
- Олаф — Джош Ґад
- Ганс — Сантіно Фонтана
- Оакен — Кріс Вільямс
- Зефір — Пол Бріґґз